# Gandhi-Stausee
Die Gandhi-Sagar-Talsperre (Gandhi Sagar „Gandhi-Stausee“) ist eine von vier Talsperren am indischen Fluss Chambal. Die Talsperre steht im Distrikt Mandsaur im indischen Bundesstaat Madhya Pradesh.

## Bauwerk
Das Absperrbauwerk wurde als Gewichtsstaumauer aus Mauerwerk konstruiert. Es ist 62,17 m hoch und 514 m lang. Der Stauraum fasst von 7322 Millionen Kubikmetern bei einem Einzugsgebiet von 22.584 km². Die Talsperre wurde 1960 fertiggestellt. Am Mauerfuß wird ein 115-MW-Wasserkraftwerk betrieben, das über fünf 23-MW-Generatoren verfügt, die pro Jahr jeweils etwa 564 GWh Energie produzieren. Das Wasser wird nach der Kraftwerksnutzung für die Bewässerung von 427.000 ha Landwirtschaftliche Fläche genutzt, durch die Kota-Sperre, die 104 km flussabwärts der Gandhi-Talsperre steht, nahe bei der Stadt Kota im Bundesstaat Rajasthan.
Daneben gibt es eine weitere Turbine mit 27 MW, so dass die Gesamtleistung 142 MW beträgt. Die hydraulische Fallhöhe beträgt 44 m.
Der Bau der Gandhi-Sagar-Talsperre begann mit der Grundsteinlegung durch den damaligen indischen Premierminister Jawaharlal Nehru am 7. März 1954.
Der Stausee der Gandhi-Sagar-Talsperre ist nach der Fläche (bei einer maximalen Länge von 68 km und einer maximalen Breite von 26 km) der zweitgrößte in Indien nach der Hirakud-Talsperre. Er zieht das ganze Jahr über eine große Zahl von heimischen und durchziehenden Vögeln an. Die BirdLife International (IBA) hat den Stausee mit dem A4iii-Kriterium eingestuft, weil die Zahl der Wasservögel manchmal 20.000 überschreitet. Es wird geschätzt, dass die Schaffung des Dammes zur Vertreibung von 51.000 bis 61.000 Menschen aus ihren ehemaligen Wohnorten führte.
Die Gandhi-Sagar-Talsperre steht in einer Schlucht des Chambal in einer Entfernung von 168 km zur Distriktshauptstadt Mandsaur.
Sie hat mit dem Wasserkraftwerk zusammen etwa 2,3 Milliarden Rupien gekostet.

## Bildergalerie

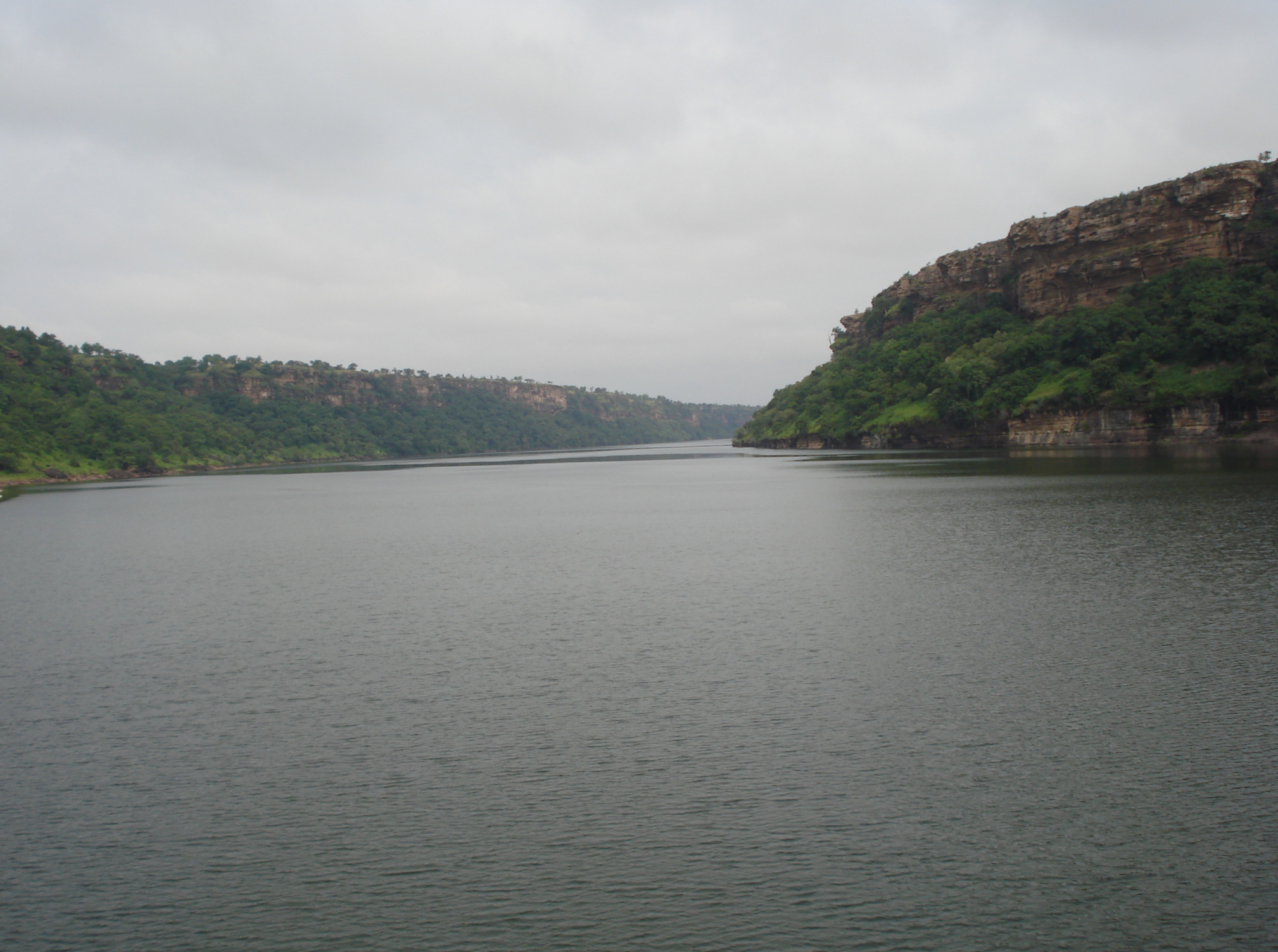
Gandhi-Stausee am Chambal
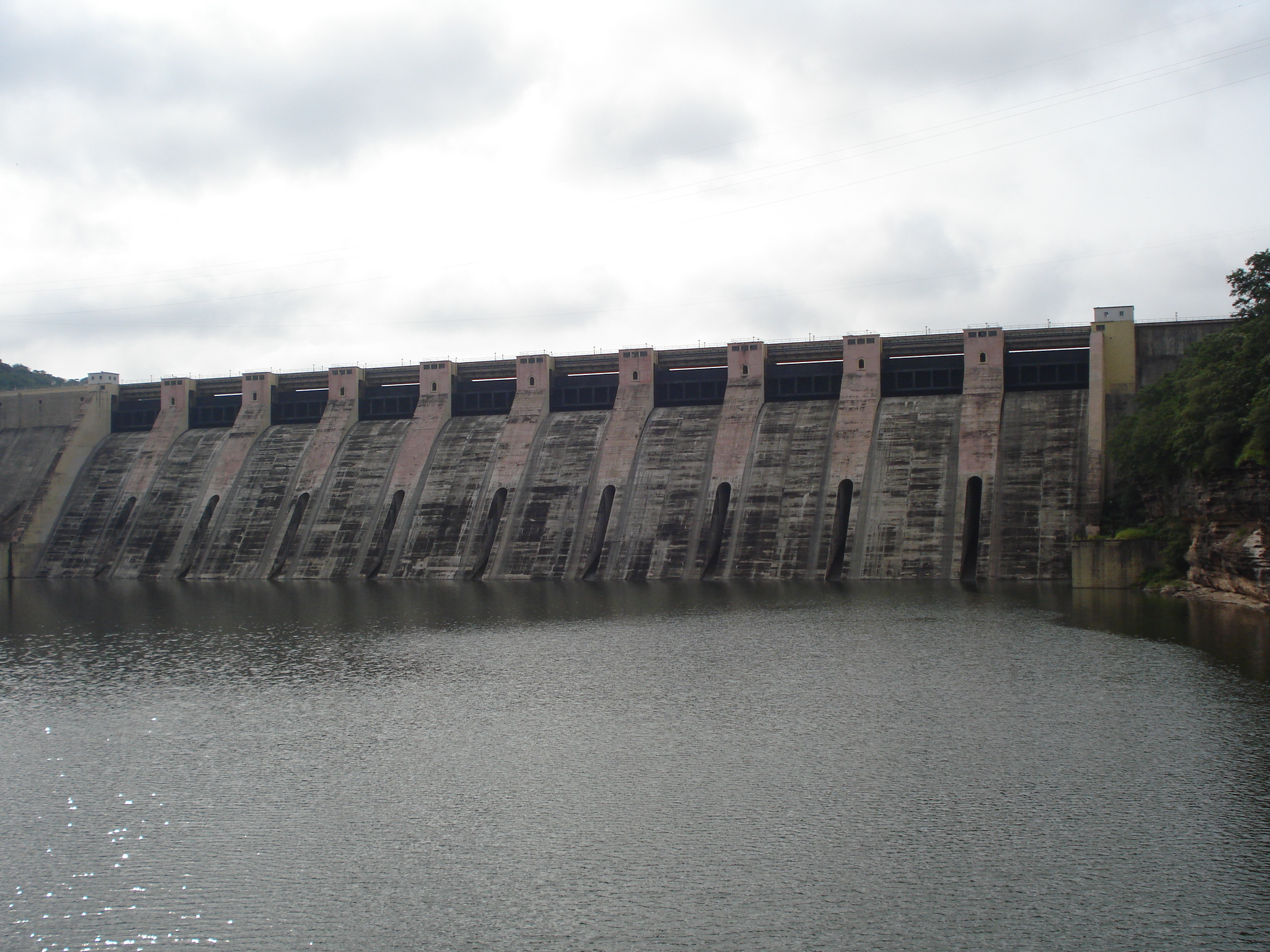
Gandhi-Stausee-Staumauer
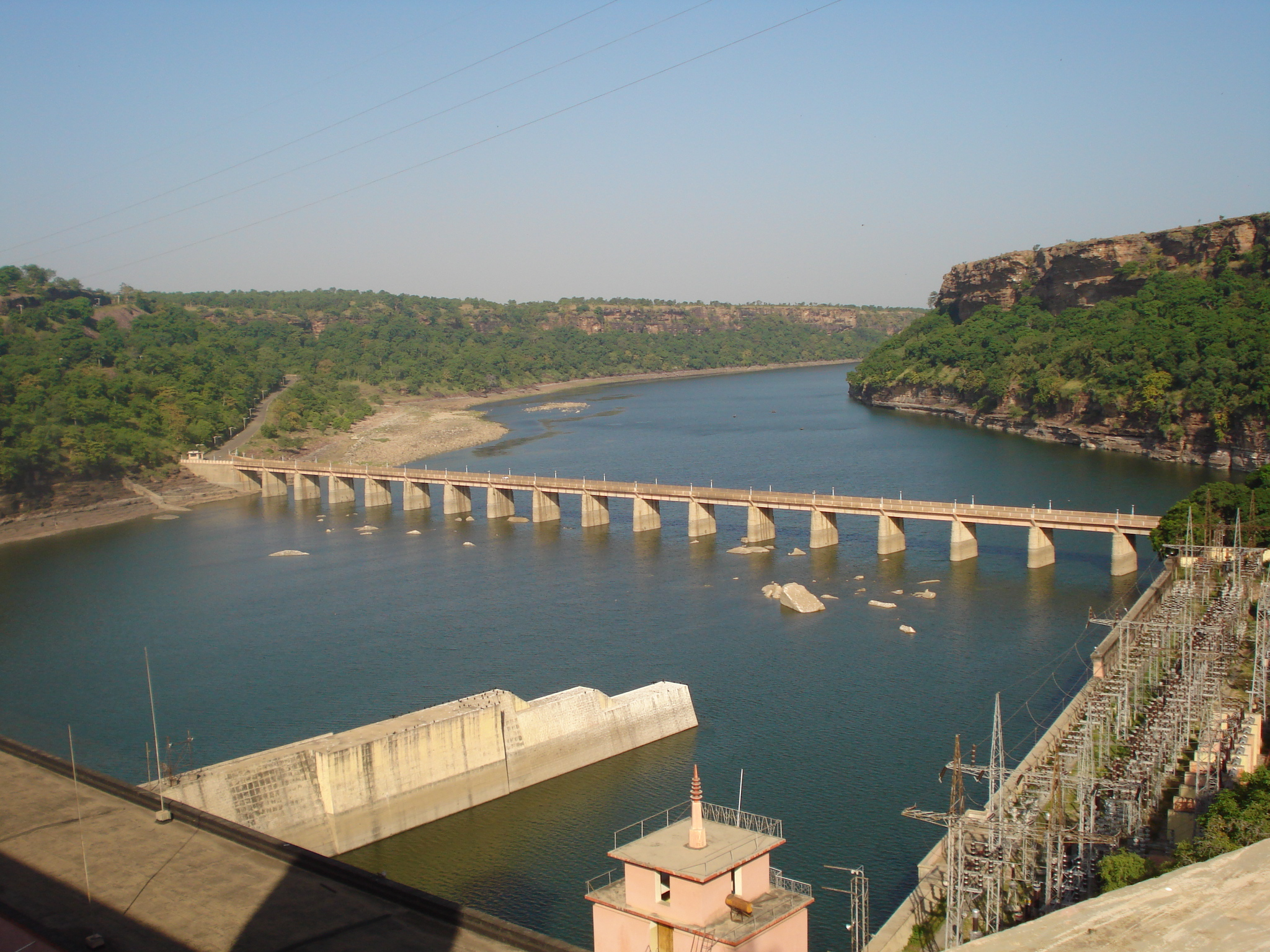
Das Kraftwerk am rechten Ufer und die Brücke über den Chambal unterhalb der Talsperre
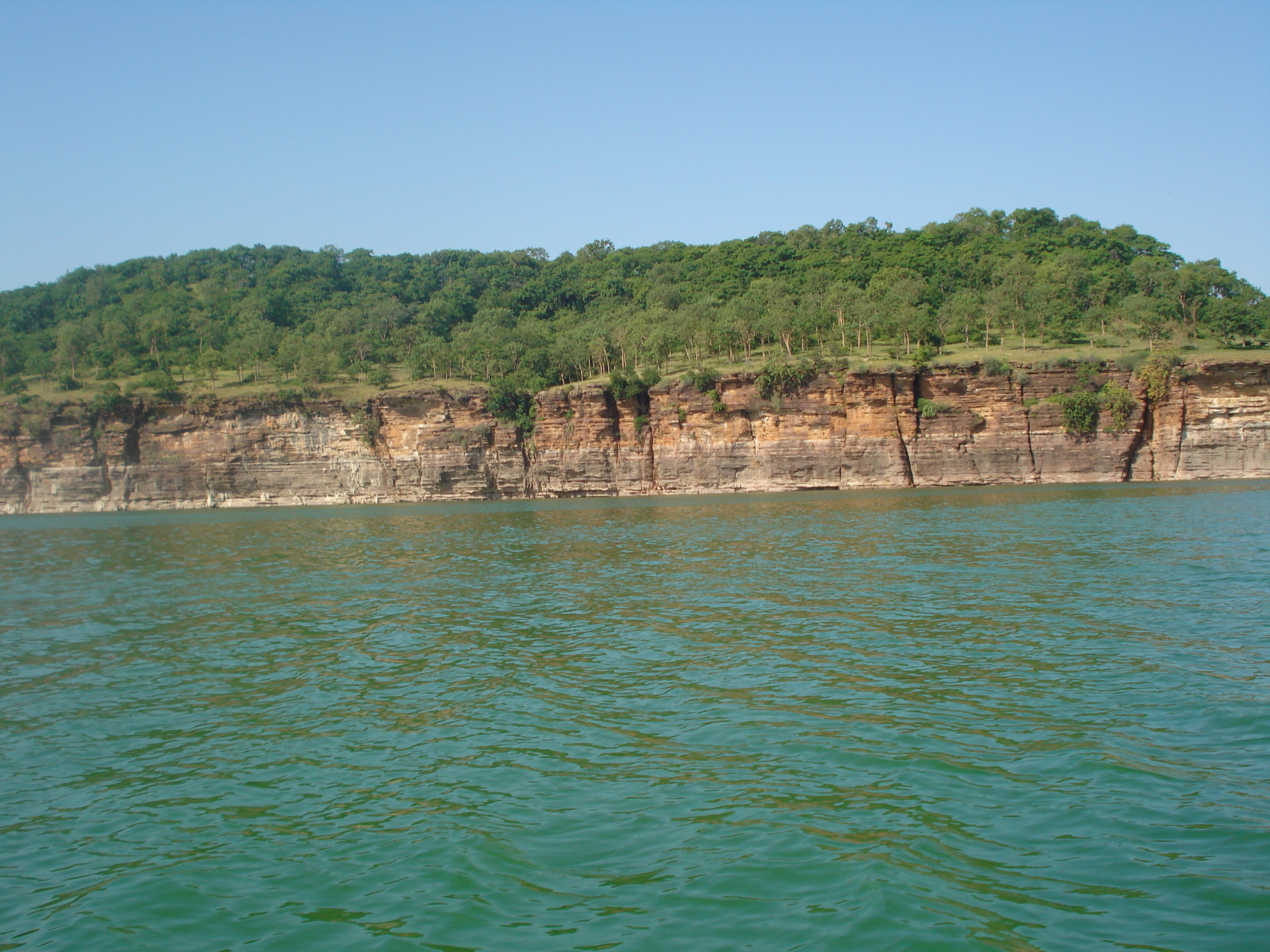
Gandhi-Stausee-Reservoir